# Diocesi di Gaguari
La diocesi di Gaguari (in latino Dioecesis Gaguaritana) è una sede soppressa e sede titolare della Chiesa cattolica.

## Storia
Gaguari, nell'odierna Tunisia, è un'antica sede episcopale della provincia romana di Bizacena. attestata nel V secolo.
Sono due i vescovi documentati di Gaguari. Alla conferenza di Cartagine del 411, che vide riuniti assieme i vescovi cattolici e donatisti dell'Africa romana, prese parte il vescovo cattolico Rogato, il quale dichiarò che nella sua diocesi non c'era alcun vescovo donatista. Infatti, secondo la testimonianza rilasciata alla stessa conferenza da Adeodato di Milevi, Rogato era un ex vescovo donatista, convertito al cattolicesimo. Durante la conferenza, Rogato intervenne due volte per dichiarare che il vescovo donatista che sedeva sulla sede di Ausuaga era Ianuarianus e non Privatus.
Il secondo vescovo noto di Gaguari è Vittore, che prese parte al sinodo riunito a Cartagine dal re vandalo Unerico nel 484, dove figura al 100º posto nella lista dei vescovi della Bizacena. Vittore di Gaguari potrebbe essere identificato con l'omonimo vescovo, di sede sconosciuta, diventato primate di Bizacena ed esiliato attorno al 502 per aver consacrato alcuni vescovi, tra cui Fulgenzio di Ruspe, malgrado il divieto imposto dal re Trasamondo. Gli altri due vescovi di nome Vittore, che potrebbero essere identificati con il primate di Bizacena menzionato all'inizio del VI secolo, sono i vescovi di Nara e di Vita.
Dal 1933 Gaguari è annoverata tra le sedi vescovili titolari della Chiesa cattolica; dal 9 giugno 2008 il vescovo titolare è Manuel Aurelio Cruz, vescovo ausiliare di Newark.

## Cronotassi

### Vescovi residenti
- Rogato † (menzionato nel 411)
- Vittore † (prima del 484 - dopo il 502 ?)

### Vescovi titolari
- Mário Roberto Emmett Anglim, C.SS.R. † (23 marzo 1966 - 13 aprile 1973 deceduto)
- Diego Gutiérrez Pedraza, O.S.A. † (10 ottobre 1973 - 3 novembre 1977 dimesso)
- Sixto José Parzinger Foidl, O.F.M.Cap. † (17 dicembre 1977 - 19 novembre 2001 nominato vescovo di Villarrica)
- Francisco Moreno Barrón (2 febbraio 2002 - 28 marzo 2008 nominato vescovo di Tlaxcala)
- Manuel Aurelio Cruz, dal 9 giugno 2008